# Мидраш Темура
«Мидраш Темура» (ивр. מדרש תמורה‎; Мидраш Тмура; у Меири — «Мидраш Темурот») — в иудаизме небольшой мидраш (ветхозаветный трактат) из трёх глав, излагающий теорию, что Бог создал в мире всё в виде двух антитез, дополняющих одна другую; не будь этого, мы не могли бы познавать вещи. Один из так называемых «малых мидра́шим» раввинской литературы.
Адольф Еллинек полагал, что «Мидраш Темура» написан в первой половине XIII века, ввиду его отношения к Ибн-Эзре (ум. 1164) и диалогу Галена (II век) о душе; мидраш цитируется у Аврама Абулафии (ум. после 1291) и у Меири (ум. 1315).
Впервые «Мидраш Темура» был издан Азулаи (Ливорно, 1786) в виде прибавления ко второй части его «Шем га-Гедолим», и заново издан Еллинеком.

## Содержание
Жизнь есть противоположность смерти. Если бы все были богаты или все бедны, все умны или все глупы, мы никоим образом не могли бы считать людей умными, глупыми, богатыми или бедными. «Вот почему Господь создал мужчину и женщину, красоту и безобразие, огонь и воду, железо и дерево, свет и тьму, холод и жар, жажду и питье, море и землю, труд и отдых, радость и горе, здоровье и болезни и т. д.».
В I главе имеется интересная антропологическая заметка; обе первые главы начинаются псевдоэпиграфическими толкованиями, приписываемыми мидрашем раввинам Ишмаэлю и Акиве.
В 3-й главе перечислены антитезы Когелета (3, 1 и сл.) и приведены в параллель с Пс. 136.